# Alien Syndrome
Alien Syndrome (エイリアンシンドローム) est un jeu vidéo de type run and gun développé et édité par Sega, sorti à partir de 1987 sur borne d'arcade, Amiga, Atari ST, Commodore 64, DOS, MSX, X68000, ZX Spectrum, Master System et NES. Il est également sorti sur Game Gear en 1992 (cette version a été développée par SIMS Co.).

## Système de jeu
Le joueur incarne au choix Ricky ou Mary. Il fait partie d'un groupe enlevé par des aliens. À bord du vaisseau de ses ravisseurs, sa mission consiste à sauver un maximum de prisonniers en un temps limité tout en évitant les attaques des aliens. Pour cela, il dispose d'un arsenal varié.

## Accueil
- Computer and Video Games : 82 % (C64)[1] - 79 % (Atari ST)[2] - 70 % (ZX)[3]

## Postérité
Le jeu a fait l'objet d'un remake sur PlayStation 2 sous le titre Sega Ages 2500 Series Vol. 14: Alien Syndrome.
Une suite du même nom (en) sort en 2007 sur PlayStation Portable et sur Wii.